# Discographie de 50 Cent
Cet article présente la discographie de 50 Cent.

## Albums

### Albums studio
| Titre                                                             | Détails de l'album                                                                                            | Meilleure position | Meilleure position | Meilleure position | Meilleure position | Meilleure position | Meilleure position | Meilleure position | Meilleure position | Meilleure position | Meilleure position | Meilleure position | Ventes | Certifications |
| Titre                                                             | Détails de l'album                                                                                            | É-U                | AUS                | BE-F               | CAN                | FRA                | ALL                | IRL                | N-Z                | SUÈ                | SUI                | R-U                | Ventes | Certifications |
| ----------------------------------------------------------------- | --- | ------------------ | ------------------ | ------------------ | ------------------ | ------------------ | ------------------ | ------------------ | ------------------ | ------------------ | ------------------ | ------------------ | --- | --- |
| Get Rich or Die Tryin'                                            | - Sortie : 6 février 2003 - Labels : Shady, Aftermath, Interscope - Format : CD, LP, cassette, téléchargement | 1                  | 4                  | 3                  | 1                  | 12                 | 4                  | 4                  | 3                  | 8                  | 8                  | 2                  | - Mondial : 15 000 000 - États-Unis : 9 000 000                                                               | - É-U : 9 × Platine - AUS : 2 × Platine - BEL : Platine - R-U : 2 × Platine - ALL : Or - FRA : Or - SUÈ : Argent - SUI : Platine - IRL : Platine - CAN : 6 × Platine - N-Z : 2 × Platine |
| The Massacre                                                      | - Sortie : 3 mars 2005 - Labels : Shady, Aftermath, Interscope - Format : CD, LP, cassette, téléchargement    | 1                  | 2                  | 3                  | 1                  | 3                  | 1                  | 1                  | 1                  | 10                 | 2                  | 1                  | - Mondial : 10 000 000 - États-Unis : 5 286 000 - Canada : 300 000 - Royaume-Uni : 560 000 - France : 170 000 | - É-U : 5 × Platine - AUS : Platine - BEL : Or - R-U : Platine - ALL : Platine - FRA : Or - SUI : Platine - IRL : 2 × Platine - CAN : 3 × Platine - N-Z : Platine                        |
| Curtis                                                            | - Sortie : 11 septembre 2007 - Labels : Shady, Aftermath, Interscope - Format : CD, LP, téléchargement        | 2                  | 1                  | 3                  | 2                  | 3                  | 2                  | 1                  | 1                  | 10                 | 1                  | 2                  | - Mondial : 2 000 000 - États-Unis : 1 300 000                                                                | - US : Platine - AUS : Or - BEL : Or - ALL : Or - FRA : Or - R-U : Or - IRL : Platine - N-Z : Platine                                                                                    |
| Before I Self Destruct                                            | - Sortie : 9 novembre 2009 - Labels : Shady, Aftermath, Interscope - Format : CD, LP, téléchargement          | 5                  | 19                 | 34                 | 11                 | 15                 | 36                 | 18                 | 35                 | —                  | 13                 | 22                 | - États-Unis : 500 000                                                                                        | - É-U : Or - R-U : Argent |
| Animal Ambition                                                   | - Sortie : 3 juin 2014 - Labels : G-Unit, Caroline, Capitol - Format :                                        | 4                  | 16                 | 12                 | 4                  | —                  | 35                 | 29                 | 8                  | 9                  | 17                 | 21                 | - US : 124 000                                                                                                | |
| « — » indique que l'album n'est pas sorti ou classé dans le pays. | |                    |                    |                    |                    |                    |                    |                    |                    |                    |                    |                    | | |

### Compilations
| Titre                                                             | Détails de l'album                                                                                         | Meilleure position | Meilleure position | Meilleure position | Meilleure position | Meilleure position |
| Titre                                                             | Détails de l'album                                                                                         | É-U                | É-U RnB            | É-U Rap            | P-B                | R-U                |
| ----------------------------------------------------------------- | --- | ------------------ | ------------------ | ------------------ | ------------------ | ------------------ |
| Guess Who's Back?                                                 | - Sortie : 26 avril 2002 - Label : Full Clip - Format : CD, LP, téléchargement                             | 28                 | 13                 | —                  | 93                 | 82                 |
| 24 Shots                                                          | - Sortie : 2003 - Label : Label: Full Clip, Shady, Aftermath, Interscope - Format : CD, LP, téléchargement | —                  | —                  | —                  | —                  | —                  |
| Get Rich or Die Tryin' / The Massacre                             | - Sortie : 3 novembre 2009 - Label : Shady, Aftermath, Interscope - Format : Téléchargement                | —                  | —                  | —                  | —                  | —                  |
| Before I Self Destruct: The Selects                               | - Sortie : 21 décembre 2009 - Label : Shady, Aftermath, Interscope - Format : Téléchargement               | —                  | 46                 | 23                 | —                  | —                  |
| « — » indique que l'album n'est pas sorti ou classé dans le pays. | |                    |                    |                    |                    |                    |

### Mixtapes
| Titre                                                                  | Détails de l'album                                                                        | Meilleure position | Meilleure position |
| Titre                                                                  | Détails de l'album                                                                        | SUI                | R-U                |
| ---------------------------------------------------------------------- | ----------------------------------------------------------------------------------------- | ------------------ | ------------------ |
| 50 Cent Is the Future (avec G-Unit)                                    | - Sortie : 1er juin 2002 - Label : BCD Music Group - Format : Téléchargement              | 59                 | 65                 |
| No Mercy, No Fear (avec G-Unit)                                        | - Sortie : 1er août 2002 - Label : BCD Music Group - Format : Téléchargement              | —                  | —                  |
| God's Plan (avec G-Unit)                                               | - Sortie : 1er août 2002 - Label : BCD Music Group - Format : Téléchargement              | —                  | —                  |
| Automatic Gunfire                                                      | - Sortie : 2003 - Label : BCD Music Group - Format : Téléchargement                       | —                  | —                  |
| Bullet Proof (avec DJ Whoo Kid)                                        | - Sortie : 2005 - Label : Auto-édition - Format : Téléchargement                          | —                  | —                  |
| Sincerely Yours, Southside                                             | - Sortie : 24 juin 2008 - Label : Auto-édition - Format : Téléchargement                  | —                  | —                  |
| War Angel LP                                                           | - Sortie : 16 juin 2009 - Label : Modulor - Format : Téléchargement                       | —                  | —                  |
| Forever King                                                           | - Sortie : 3 juillet 2009 - Label : Queens Boulevard Recordings - Format : Téléchargement | —                  | —                  |
| The Big 10                                                             | - Sortie : 9 décembre 2011 - Label : Auto-édition - Format : Téléchargement               | —                  | —                  |
| The Lost Tape (avec DJ Drama)                                          | - Sortie : 22 mai 2012 - Label : Auto-édition - Format : Téléchargement                   | —                  | —                  |
| The Kanan Tape                                                         | - Sortie : 9 novembre 2015 - Label : G-Unit Records - Format : Téléchargement             | —                  | —                  |
| « — » indique que la mixtape n'est pas sortie ou classée dans le pays. |                                                                                           |                    |                    |

### Albums vidéos
| Titre                                                             | Détails de l'album                                                                                 | Meilleure position | Meilleure position | Ventes          |
| Titre                                                             | Détails de l'album                                                                                 | É-U                | É-U RnB            | Ventes          |
| ----------------------------------------------------------------- | -------------------------------------------------------------------------------------------------- | ------------------ | ------------------ | --------------- |
| Get Rich or Die Tryin'                                            | - Sortie : 6 février 2003 - Label : Shady, Aftermath, Interscope - Format : CD/DVD, téléchargement | —                  | —                  |                 |
| 50 Cent: The New Breed                                            | - Sortie : 15 avril 2003 - Label: Shady, Aftermath, Interscope - Format : CD/DVD, téléchargement   | 2                  | 1                  | - É-U : 645 000 |
| « — » indique que l'album n'est pas sorti ou classé dans le pays. | |                    |                    |                 |

### Bande originale
| Titre             | Détails de l'album                                                                                   | Meilleure position | Meilleure position | Meilleure position | Meilleure position | Meilleure position | Meilleure position | Meilleure position | Meilleure position | Meilleure position | Meilleure position | Certifications             |
| Titre             | Détails de l'album                                                                                   | É-U                | AUS                | BE-F               | CAN                | FRA                | ALL                | P-B                | N-Z                | SUI                | R-U                | Certifications             |
| ----------------- | --- | ------------------ | ------------------ | ------------------ | ------------------ | ------------------ | ------------------ | ------------------ | ------------------ | ------------------ | ------------------ | -------------------------- |
| Réussir ou mourir | - Sortie : 8 novembre 2005 - Label : G-Unit, Interscope, Universal - Format : CD, LP, téléchargement | 2                  | 22                 | 50                 | 2                  | 35                 | 15                 | 54                 | 19                 | 23                 | 18                 | - É-U : Platine - N-Z : Or |

### Autres albums
| Titre                 | Détails de l'album                                                                                                 |
| --------------------- | --- |
| Power of the Dollar   | - Sortie : 4 juillet 2000 (non réalisée) - Label : Columbia, Sony, Trackmasters - Format : Bootleg, téléchargement |
| Bulletproof           | - Sortie : 23 juillet 2007 - Label: BCD Music Group, Shadyville - Format: CD, LP, téléchargement                   |
| 5 (Murder by Numbers) | - Sortie : 6 juillet 2012 - Label : Auto-édition - Format: Téléchargement                                          |

## Chansons

### Singles
1999
- Your Life On The Line

2003
- In Da Club
- Many Men
- Wanksta

2005
- Just A Lil Bit
- Piggy Bank
- Disco Inferno
- Hustler's Ambition
- Candy Shop

2006
- Window Shopper

2007
- Ill Still Kill
- Straight To The Bank
- I Get Money
- Amusement Park

2008
- Get Up

2009
- Ok, All Right
- Baby By Me
- Do You Think About Me
- Flight 187

2011
- Outlaw
- I'm On It

2012
- New Day
- My Life
- We Up

### Singles en featuring
1998
- React (featuring Onyx, Bonifucco, X-1 et Still Livin) sur l'album Shut 'Em Down

1999
- Rowdy Rowdy sur l'album In Too Deep OST
- Krillin Is Back sur l'album de NoushBoyz

2000
- Thug Poet feat. Kobe Bryant, Broady Boy & Nas sur l'album K.O.B.E.

2002
- Hit Em Up feat. Pretty Ugly & P Dap sur l'album Game Tight
- Work It (Remix) feat. Missy Elliott sur l'album Under Construction
- Love Me feat. Eminem & Obie Trice sur l'album 8 Mile OST
- Places To Go sur l'album 8 Mile OST
- Rap Game feat. D12 sur l'album 8 Mile OST
- Wanksta sur l'album 8 Mile OST
- Check It feat. Sean Paul sur la mixtape Bulletproof
- 'Till I Collapse Freestyle sur l'album 8 Mile OST Deluxe Edition

2003
- Magic Stick feat. Lil' Kim sur l'album La Bella Mafia
- Let Me Be The 1 feat. Mary J. Blige sur l'album Love And Life
- Follow Me Gangster feat. Tony Yayo & Lloyd Banks sur l'album Cradle 2 The Grave OST
- Shot Down feat. DMX & Styles P. sur l'album Grand Champ
- We All Die One Day feat. Obie Trice, Lloyd Banks & Eminem sur l'album Cheers
- Realest Niggas feat. The Notorious B.I.G. sur l'album Bad Boys II OST

2004
- Unconditionally feat. Lloyd Banks & Young Buck sur l'album Barbershop 2: Back in Business OST
- On Fire feat. Lloyd Banks sur l'album The Hunger For More
- I Get High feat. Lloyd Banks & Snoop Dogg sur l'album The Hunger For More
- Warrior Part 2 feat. Lloyd Banks, Eminem & Nate Dogg sur l'album The Hunger For More
- I'm A Soldier feat. Young Buck sur l'album Straight Outta Ca$hville
- Let Me In feat. Young Buck sur l'album Straight Outta Ca$hville
- Bonafide Hustler feat. Young Buck & Tony Yayo sur l'album Straight Outta Ca$hville
- DPG Unit feat. Young Buck, Snoop Dogg, Lloyd Banks, Daz Dillinger & Soopafly sur l'album Straight Outta Ca$hville
- Victory 2004 feat. P. Diddy, The Notorious B.I.G., Lloyd Banks & Busta Rhymes sur l'album Bad Boy's 10th Anniversary...The Hits
- Never Enough feat. Eminem & Nate Dogg sur l'album Encore
- Spend Some Time feat. Eminem, Obie Trice & Stat Quo sur l'album Encore
- Encore feat. Eminem & Dr. Dre sur l'album Encore
- Oh No feat. Snoop Dogg sur l'album R&G (Rhythm & Gangsta): The Masterpiece
- Loyal to the Game feat. 2Pac, Young Buck & Lloyd Banks sur l'album Loyal to the Game

2005
- How We Do feat. The Game sur l'album The Documentary
- Candy Shop feat. Olivia #1 US (9 semaines)
- Hate It or Love It feat. The Game sur l'album The Documentary
- Westside Story feat. The Game sur l'album The Documentary
- Forgive Me feat. Proof sur l'album Searching For Jerry Garcia
- MJB Da MVP feat. Mary J. Blige sur l'album The Breakthrough
- So Seductive feat. Tony Yayo sur l'album Thoughts Of A Predicate Felon
- We Don't Give A Fuck feat. Tony Yayo, Lloyd Banks & Olivia sur l'album Thoughts Of A Predicate Felon
- I Know You Don't Love Me feat. Tony Yayo, Young Buck & Lloyd Banks sur l'album Thoughts Of A Predicate Felon

2006
- Outta Control (remix) feat. Mobb Deep sur l'album Blood Money
- Creep feat. Mobb Deep sur l'album Blood Money
- Pearly Gates feat. Mobb Deep sur l'album Blood Money
- The Infamous feat. Mobb Deep sur l'album Blood Money
- It's Alright feat. Mobb Deep & Mary J. Blige sur l'album Blood Money
- Every Where I Go feat. Obie Trice sur l'album Second Round's On Me
- Rotten Apple feat. Lloyd Banks & Prodigy sur l'album Rotten Apple
- Hands Up feat. Lloyd Banks sur l'album Rotten Apple
- The Cake feat. Lloyd Banks sur l'album Rotten Apple
- The Re-Up feat. Eminem sur l'album Eminem Presents The Re-Up
- You Don't Know feat. Eminem, Ca$his & Lloyd Banks sur l'album The Re-Up
- Jimmy Crack Corn feat. Eminem sur l'album Eminem Presents The Re-Up
- Ski Mask Way (Remix) sur l'album Eminem Presents The Re-Up
- Can't Leave 'Em feat. Ciara sur l'album The Evolution
- Nigga, What's Up feat. Lil' Scrappy sur l'album Bred 2 Die Born 2 Live
- Best Friends (Remix) feat. Olivia sur l'album Behind Closed Doors
- La vie dans le ghetto feat. 113 sur Pow! Mixtape Evolution
- Heartbeat feat. Tony Yayo sur Pow! Mixtape Evolution
- Just Too Much sur Pow! Mixtape Evolution
- I Come Thru feat. Ol' Kainry sur Pow! Mixtape Evolution
- I'm Loco feat. Busta Rhymes sur The Big Bang : Bonus

2007
- Hold On feat. Young Buck sur l'album Buck The World
- Come & Get Me feat. Timbaland & Tony Yayo sur l'album Shock Value
- Ayo Technology feat. Justin Timberlake & Timbaland
- The Boss feat. MarcInkowsKi Dylan & Eminem
- I'll Still Kill feat. Akon
- BOSS OF NYC feat. M.C.I.D

2008
- Feel My Heartbeat (feat. LL Cool J)

2009
- Mujeres in the Club (feat. Wisin y Yandel)
- Crack A Bottle (feat. Eminem & Dr.Dre)
- Let the Beat Rock (feat. The Black Eyed Peas)
- I Go Off (feat. Beanie Sigel)

2010
- Hard Rock (feat. Ester Dean)
- Bitch Remix (feat. E-40 & Too Short)
- Where The Dope At (feat. Lloyd Banks & Tony Yayo)
- Pass The Patron (feat Tony Yayo)
- I Get It In (remix) (feat. Method Man)
- F**k You Fresstyle (feat. Cee-Lo)
- Mean Mug (feat. Soulja Boy)
- Down On Me (feat. Jeremih)
- 5 Senses (feat. Jeremih)
- Let's Get It In (feat. Lloyd)
- Like A G6 Remix (feat. Far East Movement)
- Dump It's Like That (feat. Jadakiss)
- Buzzin'  Remix (feat. Mann)
- Toot It and Boot It Remix (feat. YG & Snoop Dogg)
- Altered ego (feat. Bobby Valentino)
- Format (feat. El DeBarge)
- Payback (P's and Q's) (feat. Lloyd Banks)
- No dejemos que se Apague (feat. Wisin y Yandel and T-Pain)
- I Like (feat. Ashley Walters & C1)
- Better Walk (feat. Kidd Kidd)
- Still In The Hood (feat. Jay Rock & Trae The True)
- Monster (feat. Michael Jackson)
- Here We Go Again (feat. Governor)
- Syllables (feat. Eminem, Jay-Z, Dr. Dre, Stat Quo & Cashis)

2011
- Wish Me Luck (feat. Governor)
- Get Gully Remix (feat. Mike Knox & Freeway)
- Raid (feat. Pusha T & Pharell)
- Recently (feat. Gucci Mane)
- Keep It Movin (Prod. by Timbaland)
- Right There Remix (feat. Nicole Scherzinger) (Remix)
- Bullshit & Party (feat. David Guetta)
- Haters (feat. Tony Yayo,Shawty Lo & Kidd Kidd)
- Dev In The Dark (feat. Dev) (Remix)
- Hot Girl (feat. Hot Rod) (Remix)
- Warning (feat. Uncle Murda, Mariah Carey & Young Jeezy) (Remix)
- Up (feat. Loverance) (Remix)
- Up (feat. Loverance, Chris Brown & Bow Wow) (Remix)

2012
- Up (feat. Loverance, Young Jeezy & T.I) (Remix)
- I'm A Stop (feat. Too Short, Twista)
- Everything OK (feat.Precious Paris)
- Vaginal Funerals (feat. Billy 'Pussy Digger' Brolik & Vicky 'Pussy Hanger' Flooz)
- Do Your Thing (feat. Preicous Paris, Kidd Kidd & Shaun White)
- No Hesitation (feat. Precious Paris & Twanée)
- Trick (feat. Precious Paris)
- New Day (feat. Dr.Dre & Alicia Keys)
- My Life (feat. Eminem & Adam Levine)